# Maya Sar
Maja Sarihodžić, född 12 juli 1981 i Tuzla som Maja Hodžić, mer känder under sitt artistnamn Maya Sar, är en bosnisk sångerska.

## Karriär
Maya Sar har varit med som körsångerska i Eurovision Song Contest för Bosnien-Hercegovina, både 2004 för Deen och 2011 för Dino Merlin. Hennes första singel "Nespretno" släpptes i mars 2010 och blev framgångsrik även utomlands. Hon komponerar låtar även till andra artister. Hon är gift med producenten Mahir Sarihodžić. Hon är även grundaren till ett regionalt projekt mot livmoderhalscancer och har blivit prisad för detta.

### Eurovision Song Contest 2012
År 2012 representerade hon Bosnien och Hercegovina i Eurovision Song Contest 2012 i Baku i Azerbajdzjan. Hon deltog i den andra semifinalen den 24 maj med låten Korake ti znam. Hon tog sig vidare till finalen som hölls den 26 maj. Där hamnade hon på 18:e plats med 55 poäng.

## Diskografi

### Singlar
- 2010 - "Nespretno"
- 2012 - "Korake ti znam"